# Бжезьно (Свентокшиське воєводство)
Бжезьно (пол. Brzeźno) — село в Польщі, у гміні Собкув Єнджейовського повіту Свентокшиського воєводства.
Населення — 185 осіб (2011).
У 1975-1998 роках село належало до Келецького воєводства.

## Демографія
Демографічна структура на день 31 березня 2011 року:
|          | Загалом | Допрацездатний вік | Працездатний вік | Постпрацездатний вік |
| -------- | ------- | ------------------ | ---------------- | -------------------- |
| Чоловіки | 87      | 15                 | 66               | 6                    |
| Жінки    | 98      | 23                 | 50               | 25                   |
| Разом    | 185     | 38                 | 116              | 31                   |